# Opération Mandibles
 (signalé en mai 2025).
Si vous disposez d'ouvrages ou d'articles de référence ou si vous connaissez des sites web de qualité traitant du thème abordé ici, merci de compléter l'article en donnant les références utiles à sa vérifiabilité et en les liant à la section « Notes et références ».
- Archive Wikiwix
- Bing
- Cairn
- DuckDuckGo
- E. Universalis
- Gallica
- Google
- G. Books
- G. News
- G. Scholar
- Persée
- Qwant
- (zh) Baidu
- (ru) Yandex
- (wd) trouver des œuvres sur Wikidata

L'opération Mandibles (Mandibules) était un assaut amphibie britannique planifié sur les îles de Rhodes, Leros et les îles du Dodécanèse dans la mer Égée durant la Seconde Guerre mondiale.

## Historique
Prévue par Roger Keyes et le SOE pour 1940/1941, cette opération n'a jamais été exécutée.

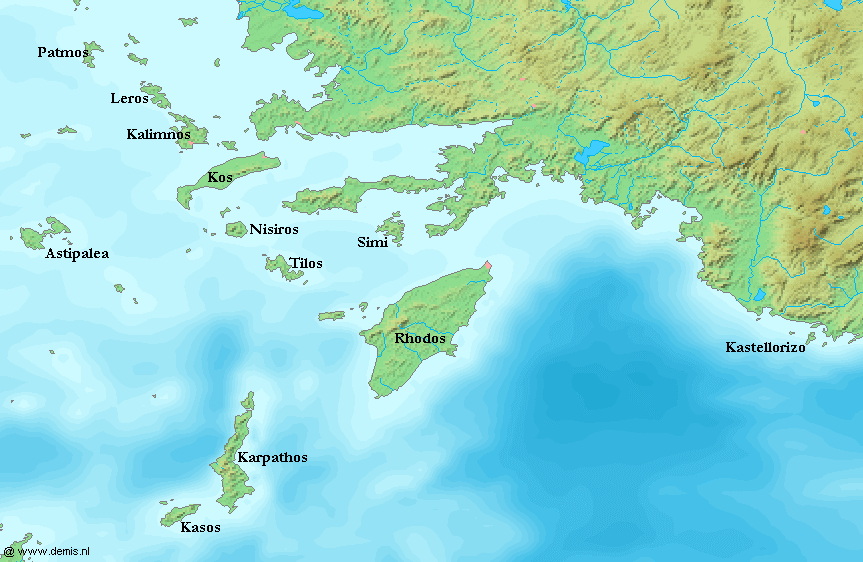
Carte du Dodécanèse